# Андрианова, Ирина Васильевна
Ирина Васильевна Андрианова (19 октября 1949) — советская и российская театральная актриса, народная артистка России (2002).

## Биография
Родилась 19 октября 1949 года в городе Люберцы, Московской области.
Актёрский факультет ГИТИСа им. А. В. Луначарского окончила в 1971 году. Свою театральную деятельность вела в Ульяновском и Таллинском драматических театрах. С 1974 года является актрисой Калининского (затем — Тверского) академического театра драмы, где сыграла более 150 ролей.
Выступала в качестве постановщика спектакля «Рядовые» Дударева на малой сцене Тверского академического театра драмы. Ирина Васильевна — лауреат фестиваля «Тверское золотое кольцо». Звание заслуженной артистки РСФСР ей присвоено в 1986 году, а в 2002 году она была удостоена звания народной артистки РФ.
Андрианова впервые в карьере, в 2008 году, сыграла роль в короткометражном фильме «Ранняя оттепель» режиссёра Павла Дроздова.
Член Общественной Палаты Тверской области.

## Награды
- Заслуженная артистка РСФСР (1986).
- Народная артистка России (2002).
- Лауреат фестиваля «Тверское золотое кольцо»;
- Лауреат Премии Тверской области за 2006 год в номинации «Театральное искусство»;
- Лауреат почетного знака «Крест св. Михаила Тверского»;
- Лауреат памятного знака «За заслуги перед городом»(2009 г.);
- лауреат Премии Губернатора Тверской области в номинации «актерская работа» за исполнение роли Городничего в спектакле «Ревизор» по комедии Н. В. Гоголя (2010);
- Лауреат Премии Губернатора Тверской области в сфере культуры и искусства, в номинации «за достижения в театральном искусстве» по категории «актерская работа» в спектакле «Дорогая Памела» по комедии Д. Патрика (2017).

## Работы в театре
Более 150 ролей сыграно актрисой Андриановой за время её работы в театре:
Ульяновский драматический театр
- Александра Семеновна — «Униженные и оскорбленные» Достоевского;
- Таня — «Лошадь Пржевальского» Шатрова;
- Дина, Рита — «Валентин и Валентина» Рощина;
- Верка — «Долги наши» Володарского;

Таллиннский драматический театр
- Люба — «Сталевары» Бокарева;
- Мария — «По ком звонит колокол» Хемингуэя;
- Илуминада — «Тощий приз» Кинтеро;

Тверской театр драмы
- Дуняша — «Вишневый сад» Чехова;
- Валентина — «Прошлым летом в Чулимске» Вампилова;
- Муся Волкова — «Золото» Полевого;
- Клара Фастос — «Интервью в Буэнос-Айресе» Боровика;
- Глафира — «Волки и овцы» Островского;
- Ольга — «Нашествие» Леонова;
- Джой — «Убийство в Крикленде» Патрика;
- Фирсова — «Не спится ночами» Овсянникова, Михайлова;
- Рита — «Цилиндр» Де Филиппо;
- Лидия Богаевская — «Варвары» Горького;
- Лена — «Похожий на льва» Ибрагимбекова;
- Любовь Сергеевна — «Тема с вариациями» Алешина;
- Зинаида — «Змеелов» Карелина;
- Дотти — «Много шума и … ничего» Фрейна;
- Маня Поливанова — «Имя твое» Проскурина;
- Джесси — «Русский вопрос» Симонова;
- Перонелла, Лауретта и др. роли — «Декамерон» Боккаччо;
- Наташа — «Наедине со всеми» Гельмана;
- Абби — «Любовь под вязами» О’ Нила;
- Ренева — «Светит, да не греет» Островского;
- Элина — «Веселенькое воскресенье для пикника» Уильямса;
- Маша — «Чайка» Чехова;
- Зойка — «Зойкина квартира» Булгакова, Пожлакова, Сумарокова;
- Глафира Фирсовна — «Последняя жертва» Островского;
- Миссис Хардкастл — «Ночь ошибок» Голдсмита;
- Дона Либера — «Кьоджинские перепалки» Гольдони;
- Долли — «Анна Каренина» Толстого;
- Арина Пантелеймоновна — «Женитьба» Гоголя;
- Софья — «Последние» Горького;
- Полина Карповна — «Обрыв» Гончарова;
- Света — «Четверо с одним чемоданом» Курляндского;
- Бьянка — «Укрощение укротителя» Флетчера;
- Раневская — «Вишневый сад» Чехова;
- Елизавета — «Елизавета против Елизаветы» Шиллера;
- Кручинина — «Без вины виноватые» Островского;
- Мамаева — «На всякого мудреца довольно простоты» Островского;
- Лошадь Сестрица — «Очень простая история» Ладо;
- Марфа Севастьянова — «Не разрушай моих надежд» Островского;
- Ненси Валлоне — «Еще один Джексон, или Перебор» Бергера;
- Лелька — «Шутки в глухомани» Муренко;
- Хозяйка бала — «Маскарад» Лермонтова;
- Городничий — «Ревизор» Гоголя;
- Клавдия — «Запах легкого загара» Гурьянова;
- Фелициата Антоновна Шаблова — «Поздняя любовь» Островского;
- Эльна Вингер и Эдит Тельманн — «Норвежский круиз» по одноактным пьесам Ингер Хагеруп «Чай с лимоном» и Бьёрг Вик «Путешествие в Венецию»;
- Кастелянша — «Клинический случай» Куни;
- Мать — «Мещанская свадьба» Брехта;
- Тётя Матильда — «Третье слово (Дикарь)» Касоны;
- Памела Кронки — «Дорогая Памела (Как пришить старушку)» Патрика;
- Мадлена Бежар — «Кабала святош» Булгакова;
- Няня — «Пушкин. Евгений Онегин».

## Фильмография
Ирина Андрианова исполнила две роли в кино:
- 2008 — Ранняя оттепель;
- 2013 — Маскарад, хозяйка бала;
- 2021 — Сельский детектив, бабушка на вокзале